# Kevin Hill (Snowboarder)
Kevin Hill (* 27. Juni 1986 in Chilliwack) ist ein kanadischer Snowboarder. Er startet im Snowboardcross.

## Werdegang
Hill nahm von 2007 bis 2009 vorwiegend am Nor-Am Cup teil. Sein erstes Weltcuprennen fuhr er im Februar 2009 in Cypress Mountain, welches er auf dem 23. Platz beendete. Im Januar 2010 holte er in Stoneham mit dem sechsten Rang seine erste Top-Zehn-Platzierung im Weltcup. Im Januar 2011 holte er bei den Winter-X-Games Silber im Snowboardcross. Bei den Snowboard-Weltmeisterschaften 2011 in La Molina errang er den 14. Platz. Bei den Snowboard-Weltmeisterschaften 2013 im Stoneham belegte er den 33. Platz.
Im Dezember 2013 erreichte er in Montafon mit dem dritten Platz seine erste Podestplatzierung im Weltcup. Einen Tag später belegte er zusammen mit Jake Holden den zweiten Platz im Teamwettbewerb. Bei seiner ersten Olympiateilnahme 2014 in Sotschi kam er auf den achten Rang. Die Saison 2013/14 beendete er auf dem sechsten Platz in der Snowboardcrosswertung.
Bei den Snowboard-Weltmeisterschaften 2015 im Snowboardcross belegte er in Kreischberg hinter dem Italiener Luca Matteotti den zweiten Rang. Eine Woche später gewann er bei den Winter-X-Games Gold im Snowboardcross. Im März 2015 erreichte er in Veysonnaz zweimal den dritten Platz und beendete die Saison 2014/15 auf dem vierten Rang im Snowboardcrossweltcup. In der Saison 2015/16 kam er im Weltcup dreimal unter die ersten Zehn, darunter Platz zwei in Baqueira-Beret und belegte zum Saisonende den 11. Rang im Snowboardcross-Weltcup. Im März 2016 wurde er kanadischer Meister im Snowboardcross. In der folgenden Saison belegte er den achten Platz im Snowboardcross-Weltcup. Sein bestes Einzelresultat dabei war der vierte Platz beim letzten Weltcup der Saison in Veysonnaz. Ebenfalls dort wurde er im Teamwettbewerb zusammen mit Christopher Robanske Dritter. Beim Saisonhöhepunkt den Snowboard-Weltmeisterschaften 2017 in Sierra Nevada errang er den 21. Platz im Einzel und holte zusammen mit Christopher Robanske die Bronzemedaille im Teamwettbewerb. Im folgenden Jahr belegte er bei den Olympischen Winterspielen in Pyeongchang den 14. Platz. In der Saison 2018/19 fuhr er in Baqueira-Beret auf den dritten Platz und errang zum Saisonende den zehnten Platz im Snowboardcross-Weltcup. Bei den Snowboard-Weltmeisterschaften 2019 in Park City kam er auf den 30. Platz. In den folgenden Jahren belegte er bei den Snowboard-Weltmeisterschaften 2021 in Idre den 15. Platz und bei den Olympischen Winterspielen 2022 in Peking den 27. Platz.

## Teilnahmen an Weltmeisterschaften und Olympischen Winterspielen

### Olympische Winterspiele
- 2014 Sotschi: 8. Platz Snowboardcross
- 2018 Pyeongchang: 14. Platz Snowboardcross
- 2022 Peking: 27. Platz Snowboardcross

### Snowboard-Weltmeisterschaften
- 2011 La Molina: 14. Platz Snowboardcross
- 2013 Stoneham: 33. Platz Snowboardcross
- 2015 Kreischberg: 2. Platz Snowboardcross
- 2017 Sierra Nevada: 3. Platz Snowboardcross Team, 21. Platz Snowboardcross
- 2019 Park City: 30. Platz Snowboardcross
- 2021 Idre: 15. Platz Snowboardcross

## Weltcup-Gesamtplatzierungen
| Saison  | Platz | Punkte  |
| ------- | ----- | ------- |
| 2008/09 | 49.   | 202     |
| 2009/10 | 24.   | 854     |
| 2010/11 | 9.    | 2020    |
| 2011/12 | 29.   | 596     |
| 2012/13 | 34.   | 547     |
| 2013/14 | 6.    | 1722    |
| 2014/15 | 4.    | 1360    |
| 2015/16 | 11.   | 1925,80 |
| 2016/17 | 8.    | 1732    |
| 2017/18 | 13.   | 2038,1  |
| 2018/19 | 10.   | 1218,2  |
| 2019/20 | 23.   | 674     |
| 2020/21 | 27.   | 59      |
| 2021/22 | 34.   | 53      |